# Кремпськ
Кремпськ (пол. Krępsk) — село в Польщі, у гміні Члухув Члуховського повіту Поморського воєводства.
Населення — 411 осіб (2011).
У 1975-1998 роках село належало до Слупського воєводства.

## Демографія
Демографічна структура станом на 31 березня 2011 року:
|          | Загалом | Допрацездатний вік | Працездатний вік | Постпрацездатний вік |
| -------- | ------- | ------------------ | ---------------- | -------------------- |
| Чоловіки | 199     | 52                 | 135              | 12                   |
| Жінки    | 212     | 57                 | 128              | 27                   |
| Разом    | 411     | 109                | 263              | 39                   |